# Kambodge
«Kambodge» («Кэмбодж») — металкор / пост-хардкор группа из России, образованная в 2005 году в Челябинске. В 2009 году группа переехала в Санкт-Петербург.

## История

### Образование и развитие
Основатели группы: басист Стас Бесчётный и гитарист Александр Вишняков.
Осенью 2006 года в группу приходит Алексей Шейн. С его приходом старый материал подвергается глобальной переработке. С приходом свободного вокалиста группа стала получать приглашения на большое количество мероприятий — за зиму-весну группа посещает Екатеринбург, Пермь, выступают в Челябинске на разогреве у AMATORY. Летом этого же года появляется EP «До последнего вздоха», на заглавную песню которого — «Завтра не будет» — отснят клип, ротация которого на TV принесла группе первую популярность среди небольшой аудитории.
В 2007 году, после выпуска первого альбома «До последнего вздоха», группа начинает гастролировать и принимает участи в турах с группами Rashamba, Stigmata. Клипы Kambodge находятся в ротации «Первого альтернативного музыкального телеканала A-ONE», группа попадает в номинацию «открытие года» по версии этого телеканала.

### Стирая Эмаль 2008
К весне 2008 группа накопила достаточно материала для записи следующего релиза. Мастерингом и Сведением альбома занимался Александр Карелин, известный работами с Stigmata, Jane Air и множеством передовых тяжелых коллективов страны. Как и дебютный ЕP, первый полноформатный альбом группы «Стирая Эмаль» выдержан в жанре металкор .
Клип «Иней» с данного альбома получает награду International Music Video Awards в номинации the Best Punk Music Video.

### Изменения в составе
Весной 2009 года, во время подготовки нового материала для свежей записи группа расстаётся с барабанщиком Стасом Ясько, который так же занимался менеджментом группы. На его место приходит ударник челябинской группы Denver Евгений Рожков. Тем не менее группа не останавливает подготовку к записи второго полноформатного альбома, за работу с которым, как и случае годом ранее взялся питерский саунд-продюсер Александр Карелин.

### Смена барабанщика и переезд в Санкт-Петербург
Летом Kambodge записав все дорожки нового альбома, начали готовиться к переезду в северную столицу. Принимавший участие в записи барабанных партий Евгений Рожков по личным причинам не мог перебраться с группой в Санкт—Петербург. Новым барабанщиком тем же летом стал младший брат вокалиста Алексея — Сергей Шеин из группы Leavin Osaka, в которой в 2005 году начинал заниматься музыкой и сам Алексей.

### Ветром Стал 2009
Альбом получивший название «Ветром Стал» вышел 11 ноября 2009 года. Стиль отчасти изменился. Появились элементы соседних металкору жанров : melodic hardcore, post-hardcore, местами post-rock. Вскоре после переезда в северную столицу, группу покидает и возвращается в родной Челябинск гитарист Кирилл Сидунов aka «seedt» (впоследствии Кирилл стал вокалистом челябинской мелодик-хардкор группы Your Lucky Number). На его место приходит Егор Маурин. В Санкт-Петербурге Kambodge становится участником клубных концертов сезона зима-весна 2010, одновременно совершая выезды на концерты в Москву и Минск.

### Surviving a Bad Dream/Сквозь Страшный Сон 2010/2011
Летом 2010 года группа садится за запись нового EP, сведением и мастерингом которого занимается американский продюсер Kris Crummett (мастеринг Drop Dead, Gorgeous, Dance Gavin Dance, It Prevails, Emarosa, Closure In Moscow, Alesana). Осенью Kambodge отправляются в самый масштабный тур в своей истории. Совместно с группой Тонкая Красная Нить камбоджийцы посетили 20 городов на территории России, а также отыграли в Харькове.
7 декабря на телеканале А1 состоялась премьера клипа «Новый День». а на следующий день в сети появился EP «Сквозь Страшный Сон». В треке № 3 «На Краю» принял участие вокалист AMATORY и The Wheels of Soroow Слава Соколов. 1 января 2011 года была выпущена английская версия EP «Surviving a Bad Dream». В начале 2011 года группа отправилась в тур в поддержку двойного релиза Surviving a Bad Dream/Сквозь Страшный Сон 2010/2011

### Окончание истории
В апреле 2013 года группа официально перестала существовать, сделав соответствующее заявление: «Дорогие друзья! Всё хорошее когда-нибудь кончается, и пришло время закончить историю группы Kambodge. Мы благодарим всех наших поклонников, кто слушал нас изначально и кто только недавно открыл наше творчество, без вас не было бы ничего. Мы благодарим всех, кто помогал нам на этом пути, родителей, друзей и знакомых, без вас тоже не было бы ничего».

### Бывшие участники
- Кирилл Сидунов — c 2005 по 2009 гитара
- Станислав Ясько — с 2005 по 2009 ударные
- Евгений Рожков — 2009 ударные
- Егор Маурин — с 2010 по 2011 гитара
- Алексей Шеин — c 2006 вокал
- Александр Вишняков — c 2005 гитара
- Станислав Бесчётный — c 2005 бас-гитара
- Сергей Шеин — c 2009 ударные
- Сергей Монастырев — c 2011 гитара
- Алексей Баженов aka josef kshetunsky — c 2010 по 2011 (тур-менеджер, директор)

## Дискография

### Студийные альбомы
- 2007 — До последнего вздоха
- 2008 — Стирая эмаль
- 2009 — Ветром стал
- 2010 — Сквозь страшный сон (EP)
- 2011 — Surviving a bad dream (EP)

### Синглы
- 2008 — Фанатам серийных убийц
- 2009 — Выхода нет (Сплин Cover)

### DVD
- 2010 — Точка Отсчёта